# Palacio Municipal de Pachuca
El Palacio Municipal de Pachuca o la Presidencia Municipal de Pachuca de Soto, es la sede del Ayuntamiento de Pachuca de Soto, institución encargada del Municipio de Pachuca, Hidalgo en México. El edificio fue construido a finales del siglo XIX por el minero Francisco Rule; quien se hizo rico con la explotación de un gran número de minas en Pachuca y Mineral del Monte, por lo que se le conoció como la Casa Rule. El Gobierno de Hidalgo la adquirió en 1944 y sirvió como Palacio de Gobierno hasta 1971, a partir de entonces albergó el Tribunal Superior de Justicia hasta 1985, en que se convirtió en el Palacio Municipal de Pachuca.

## Historia

### Construcción
Francisco Rule, llegó de Inglaterra a México por 1854, para trabajar en las minas; el llegó a ser llamado el "Rey de la Plata", por la gran riqueza que acumuló por su trabajo. Rule vivía cerca de San Francisco, en 1877 debido a una inundación, debido a los niveles del agua, dos de sus estuvieron a punto de morir. Decidió construir una casa en terrenos más altos, en la zona donde vivían los mineros, comprando el terreno por veintisiete mil pesos. La condición para otorgarle el permiso, fue que abriera el portón, para que la gente pasara a los jardines. La construcción fue inaugurada el 6 de octubre de 1894.

### Casa particular
En la planta baja instaló oficinas para sus negociosos de minería; colocando vanos, a través de la pared, que dan a la Calle Morelos, por donde se hacían los pagos a los mineros. La planta alta de la casa, la acondicionó para que viviera su familia compuesta por su primera esposa Mary Hosking, también inglesa, y sus ocho hijos, Lucretia Ann, William Mayne, Frances Mary, John Charles, Frances Henry, Julia Alice, Lillian Bessie y Richard. Esta planta estaba decorada al estilo europeo con muebles de maderas finas, candiles, objetos de oro, de marfil, de porcelana y especialmente las chimeneas con incrustaciones de mármol de Carrara.
Todo era traído de Europa, al llegar el mobiliario a Veracruz, el emprendía el viaje para recogerlo. Contaba con un gran comedor (hoy la Sala Benito Juárez), para 40 personas; ahí acostumbró hacer grandes comidas y festejos de gala. En la sala principal (hoy despacho del Alcalde), recibió a sus amigos y distintas personalidades como Porfirio Díaz. En el tercer nivel, llamado ático, estaban las habitaciones de la servidumbre; también aquí tenía un área de alacena con refrigeración natural para guardar cualquier cantidad de víveres, vinos y ultramarinos que encargaba a Europa. Aquí se guardó la maquinaria del Reloj monumental de Pachuca recién desembarcada de Europa.

### Problemas de propiedad
Francisco Rule vivió en la casa hasta abril de 1910, cuando fallece su esposa Mary Hosking; en ese momento comienzan un largo litigio por la posesión y propiedad de la casa, entre los hijos y el padre. Rule se va a vivir a la Ciudad de México, y contrae segundas nupcias con María Cristina Cárdenas y Sánchez Hidalgo, con quien había procreado seis hijos. William, el mayor, se queda con la casa, con el compromiso de entregarle una renta mensual hasta su muerte pero, fallece el 16 de noviembre de 1916. Y se quedan a vivir ahí sus tres hijas menores, Juana María, Ángela y Esperanza Rule Cordero, a quienes protege su madre Juana Cordero.
Continuando los problemas y el costoso mantenimiento de la casa, ocasiona que algunos cuartos sean rentados para aulas escolares, oficinas o consultorios. En la época del gobernador Antonio Azuara, estuvieron instaladas ahí las oficinas de gobierno; pero con la Rebelión delahuertista, no se llegó a ningún arreglo y salieron de ahí dichas dependencias. El 24 de junio de 1925, fallece Francisco Rule, víctima de neumonía; el problema legal continúa pues reclama la propiedad de la casa su viuda Cristina Cárdenas, para sus seis hijos. Esta etapa concluyó hasta que Ángela, Juana y Esperanza Rule, son declaradas legítimas herederas después de un litigio de treinta años, gracias al patrocinio del destacado abogado Samuel Arias y Soria.

### Edificio de Gobierno estatal
En el año de 1944, el gobernador de Hidalgo, José Lugo Guerrero, compra la casa en sesenta y cinco mil pesos, para que fuera ocupada Sede del Poder Ejecutivo, transformándola en Palacio de Gobierno. Fue ocupada por los siguientes gobernadores: José Lugo Guerrero, Vicente Aguirre del Castillo, Quintín Rueda Villagrán, Alfonso Corona del Rosal, Oswaldo Cravioto Cisneros, Carlos Ramírez Guerrero, y Manuel Sánchez Vite. Durante este lapso aquí fueron las ceremonias y recepciones del Grito de Independencia; siete gobernadores y sus esposas aparecieron en su balcón principal.
Durante las celebraciones del Centenario de la Erección del Estado de Hidalgo en 1969, en el patio son velados los restos de Juan C. Doria, Jesús Silva Espinoza, y Nicolás Flores; antes de ser depositados en la Rotonda de los Hidalguenses Ilustres. El Palacio de Gobierno del Estado de Hidalgo, en Plaza Juárez, nueva sede del Poder Ejecutivo, se inauguró el 15 de septiembre de 1970. Por lo que se decide alojar aquí al Tribunal Superior de Justicia de Hidalgo. Siendo ya casa de la justicia, la visita José López Portillo, quien recibe, en testimonio de su visita, un álbum con la reproducción de documentos del entonces recién descubierto y salvado Archivo Histórico del Poder Judicial.
Presidiendo el Tribunal Superior de Justicia los siguientes licenciados en Derecho: Francisco Figueroa Rosete, Almaquio García Olguín, Adolfo Castelán Flores, José Rubén Licona Rivemar, César Humberto Vieyra Salgado, Jaime Daniel Baños Paz, Juan Manuel Hinojosa Villalva y Jaime Florez Zúñiga. Aquí llegó la primera mujer nombrada magistrada en Hidalgo: Estela Rojas de Soto, a quien seguiría, pocos años después, María Gudalupe Arias García.

### Presidencia municipal
En el año 1985, por disposición del gobernador de Hidalgo, Guillermo Rossell de la Lama, el edificio es ocupado por el Ayuntamiento de Pachuca; y el Tribunal Superior de Justicia de Hidalgo cambia de sede al Centro Cívico, ubicado al sur de la ciudad en los edificios que hoy ocupan los Juzgados Familiares. El 18 de enero de 2006, el gobernador de Hidalgo, Miguel Ángel Osorio Chong, acordó que la Casa Rule, pasara a ser propiedad del Ayuntamiento de Pachuca. En 2018 se realizaron trabajos de restauración.

## Arquitectura

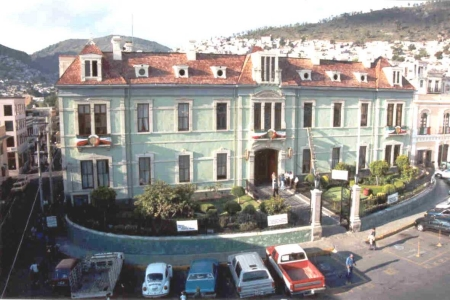
Edificio al aterdecer.

El edificio tiene un estilo arquitectónico poco definido, de acuerdo a la época de su edificación, el Porfiriato, se observa el estilo ecléctico; debido a que se tuvo una gran influencia francesa en México durante este periodo. Aunque también se puede apreciar la influencia del estilo georgiano, debido a la influencia inglesa en la región de la Comarca Minera. Fue construida por el maestro William, de quien no se sabe nada, por la falta de documentación.
Está integrado por tres niveles, dos pisos, un ático, y un patio central descubierto, en una superficie de 1307 m². Tiene muros de 60  cm de grosor, los barandales de la escalera principal son de fierro forjado. Se encuentra una placa en escalera principal: “1944, 1° de Marzo” fecha en que pasó a ser propiedad del Gobierno de Hidalgo. En el primer piso, la puerta principal tiene influencias neoclásicas patentizadas en varios elementos: pilastrillas decoradas en relieves florales, que sostienen un entablamiento con frontón partido, otros ciculares, cornisas, ménsulas de cantera y veneras con tallos. Las ventanas rectangulares, decoradas con figuras de estrellas estilizadas.
En el segundo nivel hay un ventanal central con balcón, dividido por un parteluz. Presenta un frontón con relieves de concha marina, ramas y hojas. La parte alta del inmueble resguarda varios vitrales de estilo art nouveau, uno de ellos con un dibujo circular con flores y motivos vegetales, las iniciales en su parte superior “FR” (Francisco Rule), y el año 1869. El edificio tiene un ático de madera con mansardas, tres principales y seis secundarias; dividido en pequeñas habitaciones utilizadas como dormitorios de los sirvientes y que ahora han sido adaptadas como oficinas del ayuntamiento. Todo esto rematado por el techo de lámina característico de las construcciones mineras.